# Jürgen Karney
Jürgen Karney (* 5. September 1954 in Berlin) ist ein deutscher Moderator in Hörfunk und Fernsehen sowie bei Live-Veranstaltungen.

## Leben
Karney wuchs in Berlin-Johannisthal auf. Er lernte Facharbeiter für Nachrichtentechnik beim Fernsehen der DDR und wurde später in Ost-Berlin Schallplattenunterhalter mit Berufsausweis (DJ). 1975 war er erstmals in der Sendung Telethek und im DDR-Kinderfernsehen auf dem Bildschirm zu sehen. Nach dem Grundwehrdienst als Matrose wurden dann 1981 bei einem Casting für das DDR-Fernsehen Programmverantwortliche auf ihn aufmerksam.
Mit der Sendung Bong, einer „Hitparade der Popmusik“, wurde er 1983 Showmoderator im DDR-Fernsehen. In dieser Show erlangten viele Künstler einen größeren Bekanntheitsgrad. So wurde etwa Inka Bause durch die Show bekannt, als sie mit 40.000 Zuschriften zur Gewinnerin des in der Sendung vergebenen Silbernen Bong gewählt wurde.
Mit Jürgens Radio Show beim Berliner Rundfunk war Karney seit 1984 sonntags zu hören. Monatlich moderierte er im Hörfunk mit Wolfgang Lippert eine Live-Talkshow, wo er Künstler, Sportler und Wissenschaftler zu Gast hatte. Mehrfach wurde Karney auch bei Revuen im Friedrichstadtpalast besetzt. Am 30. August 1986 moderierte er die 82. Ausgabe der DDR-Samstagabendshow Ein Kessel Buntes.
Nach der Wende moderierte Jürgen Karney zunächst weiter im DFF, unter anderem 1990 in der Show Karney & Co. 1992 war er beim Start des neu gegründeten, inzwischen privaten Berliner Rundfunk 91.4 dabei. Hier moderierte er einige Jahre die Morningshow. Im MDR Fernsehen präsentierte und produzierte Karney das Musikquiz Music Box. Von 1996 bis 2000 war er Programmdirektor und Morgenmoderator bei BB Radio in Potsdam. Weiterhin ist er als Moderator aktiv, unter anderem im IFA-Sommergarten mit Inka Bause im Rahmen der IFA.
Am 5. Februar 2012 wurde Karneys Album Umweltmusical für die ganze Familie veröffentlicht. Die Texte für das Album stammen von Rainer Oleak und Michael Seidel. Neben Mike Kilian, der einen Song sang, und Frank Zander, der die Gesangsrolle des Generals Tornado übernahm, spielten auch Günther Fischer und Uwe Hassbecker im Musical mit. Zuvor war es mehrfach aufgeführt worden. Seit 2017 arbeitet er bei Radio SAW als Moderator der Morgensendung Muckefuck. Seit September 2019 geht Karney samstags mit dem Programm Der gute Start ins Wochenende! bei der Ostseewelle auf Sendung. Vorher war er bei der Ostseewelle schon als Moderations-Coach tätig. Seit dem 4. Januar 2021 moderiert er gemeinsam mit Wolfgang Lippert das Radio R.SA-Frühstücksradio.
Karney lebt in Teltow, ist geschieden und hat zwei Kinder.